# Wolfgang Adam Lauterbach (Jurist)

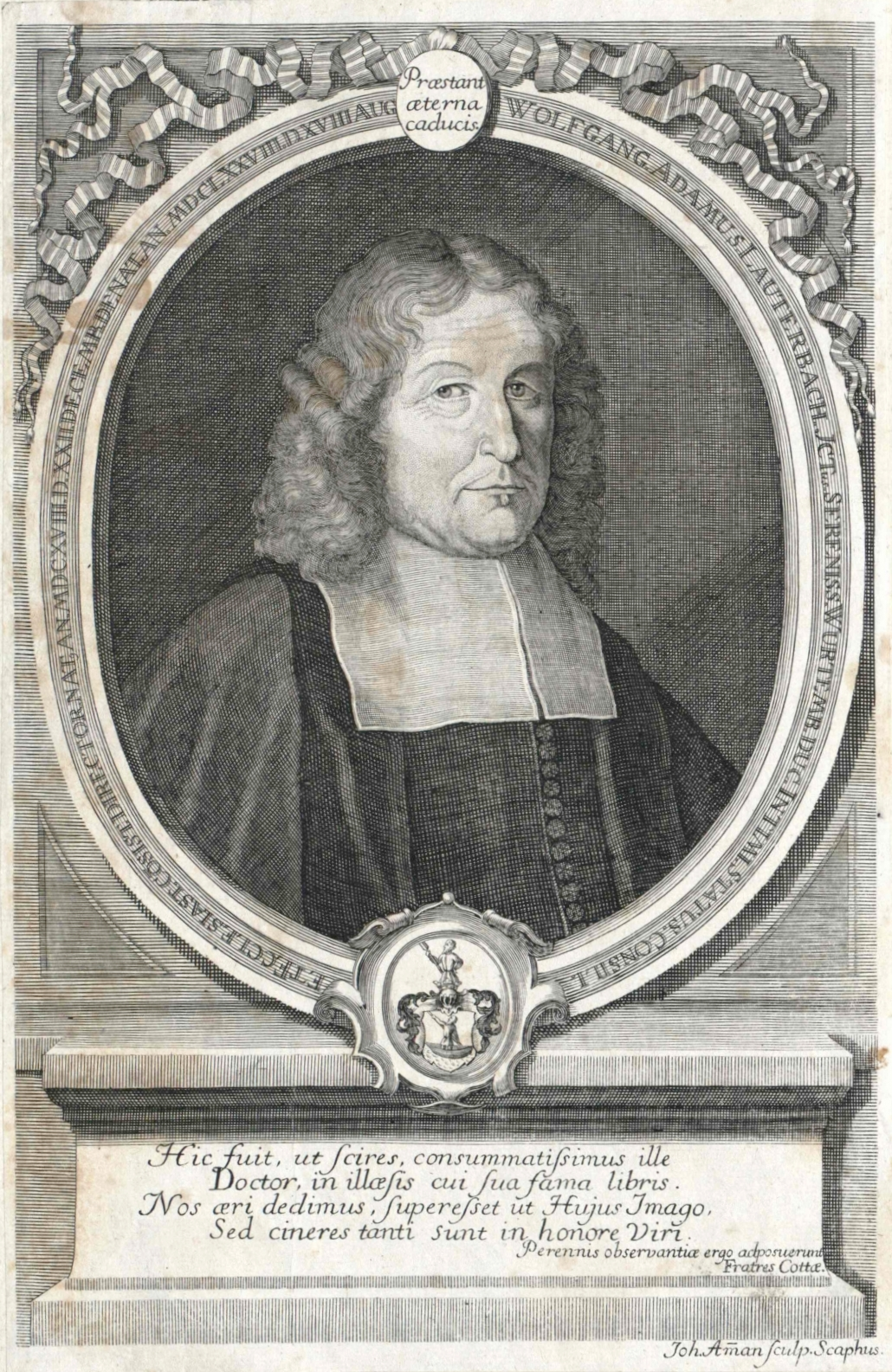
Wolfgang Adam Lauterbach

Wolfgang Adam Lauterbach (* 12. Dezember 1618 in Schleiz; † 18. August 1678 in Waldenbuch) war einer der bedeutendsten Juristen des usus modernus pandectarum in Württemberg.

## Leben
Lauterbachs Vater war Bürgermeister von Schleiz.
In seinem Geburtsort erhielt er eine humanistische Schulausbildung. Rechtswissenschaften studierte Lauterbach ab 1636 in Jena und Leipzig. Nach Abschluss seines Studiums hielt er in Leipzig Privatvorlesungen. Promoviert wurde er aber erst 1647 in Tübingen. Lauterbach bildete sich weiter, indem er verschiedene Universitäten, Heidelberg, Straßburg und Tübingen, bereiste, zum Teil als Privatlehrer von Adligen. Neben diesen Aufenthalten an Universitäten ging Lauterbach 1648 für mehrere Monate nach Speyer ans Reichskammergericht, um dessen Arbeitsweise zu studieren.
Im November 1648 erhielt er schließlich an der Universität Tübingen einen Lehrstuhl für Pandekten (lat. Digesten). Neben der Lehrtätigkeit hatte Lauterbach auch mehrfach Ämter in der Universitätsverwaltung inne, er wurde achtmal zum „rector magnificus“ und oft zum Dekan der juristischen Fakultät gewählt.
1657, nach dem Tod seines Schwiegervaters, Thomas Lansius, wurde ihm die Oberaufsichts über das Collegium Illustre in Tübingen übertragen, gleichzeitig wurde er von Herzog Eberhard III. zum Beisitzer am Hofgericht ernannt und ihm der Titel „wirklicher Rat“ verliehen. 1678 wurde er schließlich zum Regierungsrat in Stuttgart ernannt. Er starb aber kurz nach dem Umzug an einer Krankheit, die zu dieser Zeit in Stuttgart herrschte. Um welche Krankheit es sich handelte, ist allerdings in der ADB nicht überliefert.

## Lehre
Lauterbach war einer der beliebtesten und angesehensten Lehrer des ius commune im 17. Jahrhundert. Es sind 111 Dissertationen unter Lauterbachs Vorsitz nachgewiesen.
Sein bekanntestes Werk ist das „Compendium Juris : Brevissimis Verbis, Sed amplissimô sensu &  allegationibus, universam ferè materiam Juris exhibens“. Dieses Werk wurde aber nicht von ihm selbst, sondern von seinem Schüler Johann Jacob Schütz herausgegeben. Das Buch war eine der verbreitetsten Erläuterungen der Pandekten, es wurde von 1679 bis 1744 vielfach aufgelegt.

## Werke
- Compendium iuris (Digitalisat)
- Collegium theoretico-practicum ad quinquaginta Pandectarum libros